# Antoine-Victor Desmarais
Antoine-Victor Desmarais, aussi écrit Desmarets ou Desmarest, est un architecte français, né en 1703 et mort en 1770. 
On le rencontre parfois sous le nom de Boucher-Desmarais, peut-être pour le distinguer d'Antoine-Victor Boutheroue-Desmarais, dessinateur des bâtiments du roi.

## Biographie
Il a été l'élève de Lassurance, probablement le père, et a travaillé sur des constructions particulières à Paris. Il a obtenu le premier Grand prix à l’Académie en architecture le 22 novembre 1728, sous le nom de Desmaretz sur le sujet un château,.
Il est dessinateur du roi en 1736. Pour un dénommé Dubois, il a construit au Parc-aux-Cerfs. Il a probablement édifié, en 1743, l'hôtel d'Avejan, rue Saint-Thomas-du-Louvre. 
En 1748, d'après Jacques Hillairet il a construit sur le quai d'Orsay un bâtiment pour une entreprise de Coche pour la Cour, appelé la Ferme, avec quatre corps de bâtiments ayant une ouverture sur la rue de Lille. Au moment de la Révolution ce bâtiment a été transformé en caserne en 1795. Il est incendié pendant la Commune. Sur son emplacement et ce lui du palais d'Orsay a été construite la gare d'Orsay.
Cette même année, il a édifié pour le marquis Doria trois maisons, rue des Bourdonnais et rue Bertin-Poirée.
Il s'est présenté comme candidat à un poste d'architecte de la 2e classe en 1755, 1756, et en 1758, sans réussir, bien que figurant parmi les trois noms proposés par l'académie royale d'architecture au roi, à être choisi pour ce poste.
Il a construit pour lui-même, rue Princesse.
Il a été marié à Louise-Marguerite Loir.